# Aymoré Moreira
Aymoré Moreira (Miracema, 24 de abril de 1912 — Salvador, 26 de julho de 1998) foi um treinador e futebolista brasileiro, que atuou como goleiro. Era irmão de Zezé e Ayrton Moreira, também treinadores.

## Carreira

### Como jogador
Começou a carreira como ponta-direita (ala), no extinto Sport Club Brasil, do Rio de Janeiro, mas logo firmou-se como goleiro, atuando por America, Palestra Itália (atual Palmeiras) e Botafogo, no qual permaneceu entre 1936 e 1946, além de ter atuado em algumas partidas pela Seleção Brasileira.
Também atuou por duas partidas, no ano de 1941, pelo Fluminense, em dois amistosos interestaduais, realizados no Estádio do Pacaembu, contra Corinthians (derrota por 5 a 2) e São Paulo (vitória por 7 a 3).

### Como treinador
Depois de aposentar-se como jogador, tornou-se um treinador de sucesso, conduzindo a Seleção Brasileira ao seu segundo título mundial no Chile, em 1962. Aymoré dirigiu o Brasil em 61 partidas, com 37 vitórias, 9 empates e 15 derrotas. Além de conquistar a Copa do Mundo, foi treinador da equipe "Canarinho" nas conquistas dos títulos da Taça Oswaldo Cruz em 1961 e 1962, da Taça Bernardo O'Higgins em 1961 e 1966, da Copa Roca em 1963 e da Copa Rio Branco em 1967.
Entre os clubes treinados por Aymoré Moreira, estiveram: Bahia, Bangu, Palmeiras, Vitória, Portuguesa, Botafogo, São Paulo, Corinthians, Ferroviária, Taubaté e Galícia.

## Títulos

### Como jogador
Palestra Itália
- Campeonato Paulista: 1934

Botafogo
- Torneio Início: 1938

### Como treinador
Seleção Brasileira
- Copa do Mundo: 1962
- Taça Oswaldo Cruz: 1961 e 1962
- Taça Bernardo O'Higgins: 1961 e 1966
- Copa Roca (atual Superclássico das Américas): 1963
- Copa Rio Branco: 1967

Palmeiras
- Campeonato Brasileiro: 1967

Corinthians
- Torneio do Povo: 1971

## Campanhas de destaque

### Como treinador
Seleção Brasileira
- Campeonato Sul-Americano (atual Copa América): 1942 (3º colocado)

Palmeiras
- Campeonato Paulista: 1954 (vice-campeão)
- Torneio Rio-São Paulo: 1955 (vice-campeão)

## Morte
Desde o ano de 1979, morando em Salvador (onde tornou-se tão querido, recebendo, inclusive, o título de "Cidadão Soteropolitano"), Aymoré Moreira morreu no dia 26 de julho de 1998, por falência múltipla dos órgãos, motivada por paradas respiratórias e cardíacas.